# Eubalichthys gunnii
Eubalichthys gunnii är en fiskart som först beskrevs av Günther 1870.  Eubalichthys gunnii ingår i släktet Eubalichthys och familjen filfiskar. Inga underarter finns listade i Catalogue of Life.